# 紅海灘

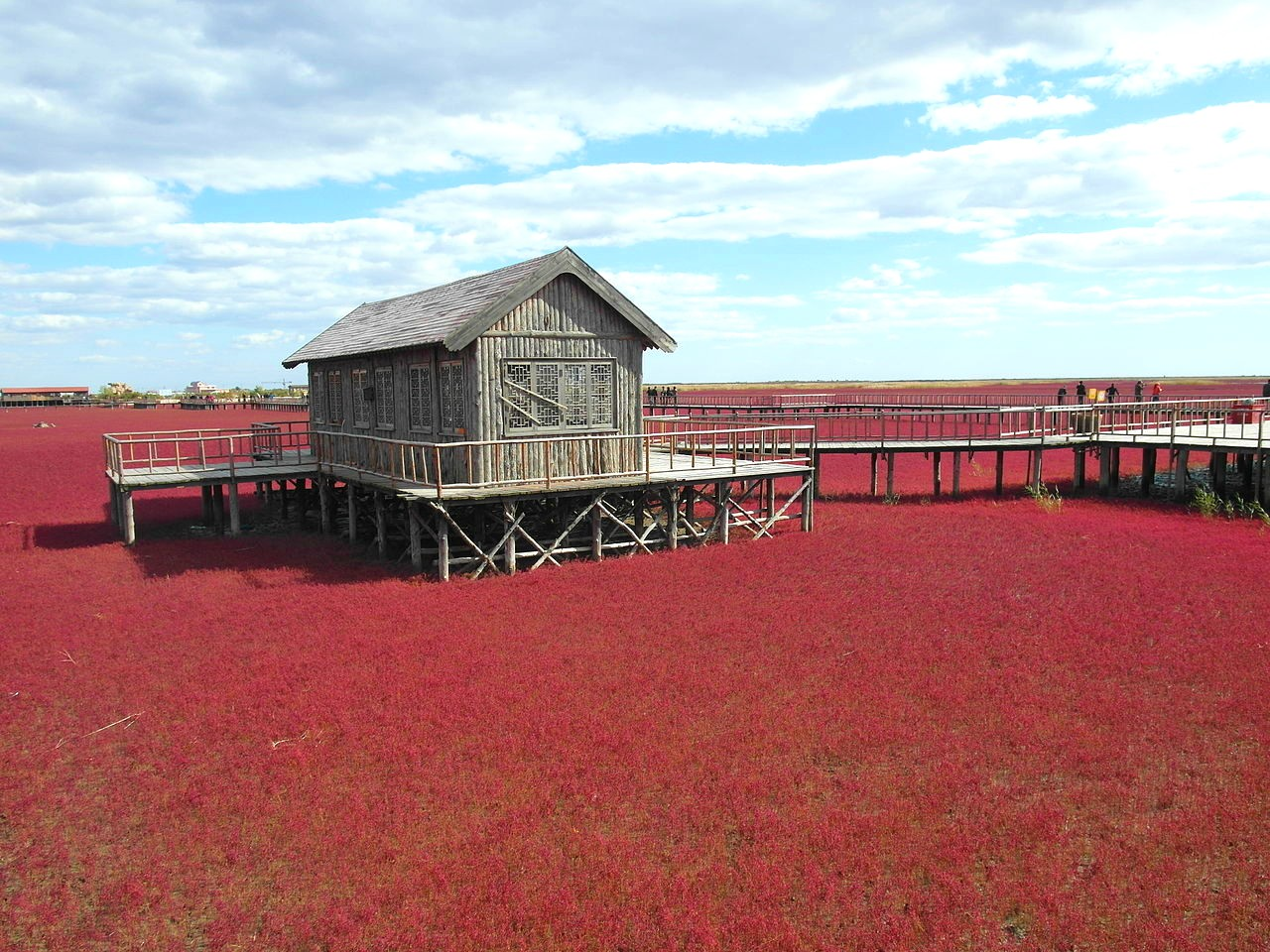
盤錦市の紅海灘

紅海灘（こうかいたん、中国語: 红海滩＝ホンハイタン）またはレッドビーチ（英語: Red Beach）は、中国遼寧省盤錦市の渤海（遼東湾）海岸で、そこに自生するマツナ属の植物が毎年秋に真っ赤になるのでこう呼ばれている。
中国の5A級観光地（2019年認定）。

## 概要
渤海の最奥部の遼東湾に当たり、遼河とその分流である双台子河と小凌河の三大河が織りなす大三角州の一部で、ヨシ原が延々と続く「葦原湿地景区」、水鳥が舞う「鴛鴦溝景区」などを含む「紅海灘風景区」になっている。 
マツナ属（Suaeda、松菜、中国語: 碱蓬）はアカザ科の一年草で、春には淡い赤で、夏には紫色に変わり、秋の9月～10月には深紅色になる。
世界最大級のヨシの群落と広大なマツナ属の群落がある紅海灘周辺一帯はソデグロヅル、コウノトリ、タンチョウ、ズグロカモメなどの繁殖地と中継地であり、2004年にラムサール条約登録地となった。 

## その他
- 北海道網走市能取湖のアッケシソウ（サンゴ草）群生地も、同様に秋に赤くなる。